# Línea 350B (Interurbanos Madrid)
La línea 350B de la red de autobuses interurbanos de Madrid une el Hospital del Sureste (Arganda del Rey) con Perales de Tajuña, Villarejo de Salvanés, Fuentidueña de Tajo y Villamanrique de Tajo.

## Características
Esta línea une el Hospital del Sureste, en Arganda del Rey, con los municipios arriba expuestos en un tiempo estimado de 60 minutos. La línea, al igual que ocurre con las líneas 350A y 350C, tiene como finalidad comunicar los pueblos del sureste de la Comunidad de Madrid con su hospital de referencia. Entresemana, sólo uno de cada dos servicios llega hasta Fuentidueña de Tajo y Villamanrique de Tajo, quedándose la mitad en Villarejo de Salvanés. 
La línea mantiene los mismos horarios todo el año (exceptuando las vísperas de festivo y festivos de Navidad).
Está operada por la Empresa Ruiz mediante la concesión administrativa VCM-303 - Madrid –  Barajas de Melo – Villamayor de Santiago (Viajeros Comunidad de Madrid) del Consorcio Regional de Transportes de Madrid.

## Horarios
Los horarios que no sean cabecera son aproximados.
| Lunes a viernes laborables                   |                                              |                                              |                                              |                                              |                                              |                                              |                                              |                                              |                                              |
| Hospital del Sureste > Villamanrique de Tajo | Hospital del Sureste > Villamanrique de Tajo | Hospital del Sureste > Villamanrique de Tajo | Hospital del Sureste > Villamanrique de Tajo | Hospital del Sureste > Villamanrique de Tajo | Villamanrique de Tajo > Hospital del Sureste | Villamanrique de Tajo > Hospital del Sureste | Villamanrique de Tajo > Hospital del Sureste | Villamanrique de Tajo > Hospital del Sureste | Villamanrique de Tajo > Hospital del Sureste |
| Hospital del Sureste                         | Perales de Tajuña                            | Villarejo de Salvanés                        | Fuentidueña de Tajo                          | Villamanrique de Tajo                        | Villamanrique de Tajo                        | Fuentidueña de Tajo                          | Villarejo de Salvanés                        | Perales de Tajuña                            | Hospital del Sureste                         |
| 07:20                                        | 07:40                                        | 07:50                                        | 08:05                                        | 08:15                                        | 06:20                                        | 06:30                                        | 06:45                                        | 06:55                                        | 07:15                                        |
| 09:00                                        | 09:20                                        | 09:30                                        |                                              |                                              | 08:00                                        | 08:10                                        | 08:25                                        | 08:35                                        | 08:55                                        |
| 10:05                                        | 10:25                                        | 10:35                                        | 10:50                                        | 11:10                                        |                                              |                                              | 09:45                                        | 09:55                                        | 10:15                                        |
| 12:00                                        | 12:20                                        | 12:30                                        |                                              |                                              | 11:25                                        | 11:35                                        | 11:50                                        | 12:00                                        | 12:20                                        |
| 13:00                                        | 13:20                                        | 13:30                                        | 13:45                                        | 13:55                                        |                                              |                                              | 12:40                                        | 14:50                                        | 15:10                                        |
| 14:40                                        | 15:00                                        | 15:10                                        |                                              |                                              | 14:10                                        | 14:20                                        | 14:35                                        | 14:45                                        | 15:05                                        |
| 15:50                                        | 16:10                                        | 16:20                                        | 16:35                                        | 16:45                                        |                                              |                                              | 15:25                                        | 15:35                                        | 15:55                                        |
| 17:30                                        | 17:50                                        | 18:00                                        |                                              |                                              | 17:00                                        | 17:10                                        | 17:25                                        | 17:35                                        | 17:55                                        |
| 18:40                                        | 19:00                                        | 19:10                                        | 19:25                                        | 19:35                                        |                                              |                                              | 18:05                                        | 18:15                                        | 18:35                                        |
| 20:20                                        | 20:40                                        | 20:50                                        |                                              |                                              | 19:50                                        | 20:00                                        | 20:15                                        | 20:25                                        | 20:45                                        |
| 21:30                                        | 21:50                                        | 22:00                                        | 22:15                                        | 22:25                                        |                                              |                                              | 21:10                                        | 21:20                                        | 21:40                                        |
|                                              |                                              |                                              |                                              |                                              | 22:40                                        | 22:50                                        | 23:05                                        | 23:15                                        | 23:35                                        |
| Sábados laborables, domingos y festivos      |                                              |                                              |                                              |                                              |                                              |                                              |                                              |                                              |                                              |
| Hospital del Sureste > Villamanrique de Tajo | Hospital del Sureste > Villamanrique de Tajo | Hospital del Sureste > Villamanrique de Tajo | Hospital del Sureste > Villamanrique de Tajo | Hospital del Sureste > Villamanrique de Tajo | Villamanrique de Tajo > Hospital del Sureste | Villamanrique de Tajo > Hospital del Sureste | Villamanrique de Tajo > Hospital del Sureste | Villamanrique de Tajo > Hospital del Sureste | Villamanrique de Tajo > Hospital del Sureste |
| Hospital del Sureste                         | Perales de Tajuña                            | Villarejo de Salvanés                        | Fuentidueña de Tajo                          | Villamanrique de Tajo                        | Villamanrique de Tajo                        | Fuentidueña de Tajo                          | Villarejo de Salvanés                        | Perales de Tajuña                            | Hospital del Sureste                         |
| 10:00                                        | 10:20                                        | 10:30                                        | 10:45                                        | 10:55                                        | 08:40                                        | 08:50                                        | 09:05                                        | 09:15                                        | 09:35                                        |
| 12:30                                        | 12:50                                        | 13:00                                        | 13:15                                        | 13:25                                        | 11:30                                        | 11:40                                        | 11:55                                        | 12:05                                        | 12:25                                        |
| 18:00                                        | 18:30                                        | 18:40                                        | 18:55                                        | 19:05                                        | 14:10                                        | 14:20                                        | 14:35                                        | 14:45                                        | 15:05                                        |
| 20:40                                        | 21:00                                        | 21:10                                        | 21:25                                        | 21:35                                        | 16:50                                        | 17:00                                        | 17:15                                        | 17:25                                        | 17:45                                        |
|                                              |                                              |                                              |                                              |                                              | 19:30                                        | 19:40                                        | 19:55                                        | 20:05                                        | 20:25                                        |

## Recorrido y paradas

### Sentido Villarejo de Salvanés - Villamanrique de Tajo
La línea comienza su recorrido en la Ronda Sur, frente al Hospital del Sureste, en Arganda del Rey. Posteriormente toma la Avenida del Ejército, donde hace frente a la Plaza de España una parada y otra posteriormente. En la rotonda siguiente a esta última parada, coge la carretera de Loeches hasta llegar a la intersección con la Avenida de Valencia, vía que coge y recorre hasta el final, saliendo del término municipal de Arganda del Rey e incorporándose a la N-3.
Recorre algunos kilómetros la N-3 y hace una parada en ella antes de entrar en Perales de Tajuña, pueblo por cuyas calles Mayor Alta y Mayor Baja pasa. También llega hasta la Plaza de la Constitución del pueblo. Una vez recorrido el municipio, se incorpora en la A-3, autovía que abandona en la salida 48 para entrar al núcleo urbano de Villarejo de Salvanés. En este municipio, recorre las calles Samuel Baltés y Encomienda, pasando por la Plaza de España. Una vez llega al final de esta última calle, coge la A-3 hasta la salida 62, que coge para llegar a Fuentidueña de Tajo, donde recorre la calle de la Comunidad de Madrid y la Avenida Elena Soriano hasta llegar a la M-326, carretera que toma para llegar a Villamanrique de Tajo, donde establece su cabecera
| Código                                                                                    | Parada                                      | Común con                                  | Conexión con Metro | Municipio             | Zona |
| ----------------------------------------------------------------------------------------- | ------------------------------------------- | ------------------------------------------ | ------------------ | --------------------- | ---- |
| 17491                                                                                     | Ronda Sur - Hospital del Sureste            | 313 322 350A 350C 2 4                      |                    | Arganda del Rey       |      |
| 07454                                                                                     | Av. Ejército - Vereda del Melero            | 312 312A 313 320 321 322 350A 350C 1       | Arganda del Rey    | Arganda del Rey       |      |
| 07454                                                                                     | Av. Ejército - Plaza de la Bienvenida       | 312 312A 313 320 321 322 350A 350C 1       |                    | Arganda del Rey       |      |
| 07461                                                                                     | Ctra. Loeches - Zoco                        | 312 312A 313 320 321 322 326 350A 350C 1 2 |                    | Arganda del Rey       |      |
| 10655                                                                                     | Ctra. Loeches - Dr. Escribano Ortiz         | 285 313 320 321 322 326 350A 350C 1 2      |                    | Arganda del Rey       |      |
| 17484                                                                                     | Av. Valencia - Plaza del Progreso           | 350A 350C 351 352 353                      |                    | Arganda del Rey       |      |
| 17486                                                                                     | Av. Valencia - Cementerio Viejo             | 350A 350C 351 353 352                      |                    | Arganda del Rey       |      |
| 11904                                                                                     | Real - Av. Valencia                         | 320 322 326 350A 350C 351 352 353 2        |                    | Arganda del Rey       |      |
| 11903                                                                                     | Ctra. N-3 - Estación de Comunicaciones      | 322 326 350A 350C 351 352 353              |                    | Arganda del Rey       |      |
| 18158                                                                                     | Mayor Alta - Rana                           | 322 326 350A 350C 351 352 353              |                    | Perales de Tajuña     |      |
| 09762                                                                                     | Mayor Alta - Rana                           | 322 326 350A 350C 351 352 353              |                    | Perales de Tajuña     |      |
| 09761                                                                                     | Plaza de la Constitución - Ayuntamiento     | 322 326 350A 350C 351 352 353              |                    | Perales de Tajuña     |      |
| 09763                                                                                     | Mayor Baja - Avenida de la Paz              | 322 326 330 350A 350C 351 352 353          |                    | Perales de Tajuña     |      |
| 11452                                                                                     | Av. Hermanos Gómez Cuétara - Instituto      | 350A 350C 351 352 353                      |                    | Villarejo de Salvanés |      |
| 10422                                                                                     | Samuel Baltés - Madrid                      | 350A 350C 351 352 353                      |                    | Villarejo de Salvanés |      |
| 10424                                                                                     | Encomienda - Castillo                       | 350C 352 353                               |                    | Villarejo de Salvanés |      |
| 19882                                                                                     | Encomienda - San José                       | 350C 351 352 430                           |                    | Villarejo de Salvanés |      |
| 10425                                                                                     | Encomienda - Velázquez                      | 350C 351 352                               |                    | Villarejo de Salvanés |      |
| La anterior parada es cabecera de las expediciones que se limitan a Villarejo de Salvanés |                                             |                                            |                    |                       |      |
| 16278                                                                                     | Comunidad de Madrid - Colonia Tierno Galván | 352 353 355                                |                    | Fuentidueña de Tajo   |      |
| 16277                                                                                     | Av. Elena Soriano - Piedra                  | 352 353 355                                |                    | Fuentidueña de Tajo   |      |
| 10432                                                                                     | Plaza Constitución - Ayuntamiento           | 353                                        |                    | Villamanrique de Tajo |      |
| 11326                                                                                     | Madrid - Colonia Nuestra Sra. de Albuel     | 353                                        |                    | Villamanrique de Tajo |      |

### Sentido Arganda del Rey
El recorrido de vuelta es parecido al de la ida. De hecho, es idéntico en todos los municipios por los que pasa salvo en Arganda del Rey. En este municipio, al llegar a la Avenida de Valencia, la línea se desvía en la segunda rotonda para tomar la calle Real, que recorre hasta la Plaza de la Constitución. Allí, toma la carretera de Loeches, haciendo dos paradas en el mismo sitio que a la ida. Una vez allí, hace una parada en la Avenida del Ejército y va directo a la Ronda Sur, enfrente del Hospital del Sureste. 
| Código                                                                                    | Parada                                           | Común con                                  | Conexión con Metro | Municipio             | Zona |
| ----------------------------------------------------------------------------------------- | ------------------------------------------------ | ------------------------------------------ | ------------------ | --------------------- | ---- |
| 11454                                                                                     | Madrid - Antiguo Cuartel Guardia Civil           | 353                                        |                    | Villamanrique de Tajo |      |
| 10432                                                                                     | Plaza Constitución - Ayuntamiento                | 353                                        |                    | Villamanrique de Tajo |      |
| 16733                                                                                     | Orquídeas - Jazmines                             | 353                                        |                    | Fuentidueña de Tajo   |      |
| 09536                                                                                     | Av. Elena Soriano - Virgen de Alarilla           | 353                                        |                    | Fuentidueña de Tajo   |      |
| 10431                                                                                     | Comunidad de Madrid - Colonia Tierno Galván      | 352 353 355                                |                    | Fuentidueña de Tajo   |      |
| La anterior parada es cabecera de las expediciones que comienzan en Villarejo de Salvanés |                                                  |                                            |                    |                       |      |
| 09720                                                                                     | Encomienda - Velázquez                           | 350C 352 353                               |                    | Villarejo de Salvanés |      |
| 09721                                                                                     | Encomienda - Castillo                            | 350C 352 353 430                           |                    | Villarejo de Salvanés |      |
| 09722                                                                                     | Samuel Baltés - Madrid                           | 350A 350C 351 352 353                      |                    | Villarejo de Salvanés |      |
| 11453                                                                                     | Av. Hermanos Gómez Cuétara - Instituto           | 350A 350C 351 352 353                      |                    | Villarejo de Salvanés |      |
| 09723                                                                                     | Mayor Baja - Avenida de la Paz                   | 322 326 350A 350C 351 352 353              |                    | Perales de Tajuña     |      |
| 09724                                                                                     | Plaza de la Constitución - Ayuntamiento          | 322 326 350A 350C 351 352 353              |                    | Perales de Tajuña     |      |
| 09725                                                                                     | Mayor Alta - Rana                                | 322 326 350A 350C 351 352 353              |                    | Perales de Tajuña     |      |
| 18159                                                                                     | Mayor Alta - Rana                                | 322 326 350A 350C 351 352 353              |                    | Perales de Tajuña     |      |
| 11902                                                                                     | Ctra. N-3 - Estación de Comunicaciones           | 322 326 350A 350C 351 352 353              |                    | Arganda del Rey       |      |
| 15444                                                                                     | Real - Guardia Civil                             | 312 312A 320 322 326 350A 350C 1 2         |                    | Arganda del Rey       |      |
| 09788                                                                                     | Real - Zarza                                     | 312 312A 320 322 326 350A 350C 1 2         |                    | Arganda del Rey       |      |
| 10299                                                                                     | Pza. Constitución - Juan de la Cierva            | 312 312A 320 322 326 350A 350C 1 2         |                    | Arganda del Rey       |      |
| 07461                                                                                     | Ctra. Loeches - Zoco                             | 312 312A 313 320 321 322 326 350A 350C 1 2 |                    | Arganda del Rey       |      |
| 10655                                                                                     | Ctra. Loeches - Dr. Escribano Ortiz              | 285 313 320 321 322 326 350A 350C 1 2      | Arganda del Rey    | Arganda del Rey       |      |
| 10633                                                                                     | Av. Ejército - Polígono Industrial San Sebastián | 312 312A 320 321 322 330 350A 350C 1       |                    | Arganda del Rey       |      |
| 17490                                                                                     | Ronda Sur - Hospital del Sureste                 | 313 322 350A 350C 2 4                      |                    | Arganda del Rey       |      |